# Rio di Santa Marta

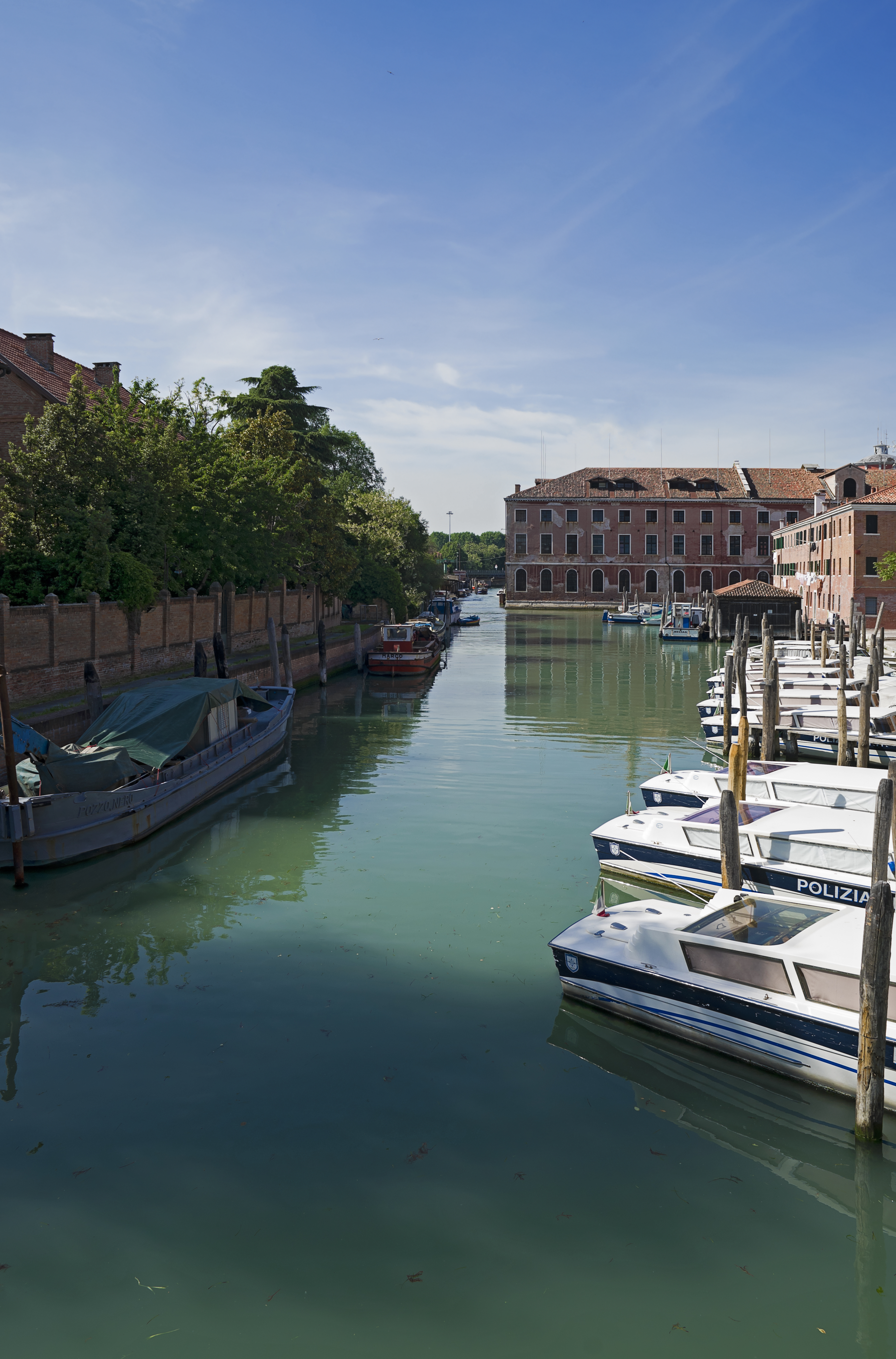
Vue Sud-Nord du Rio à partir du pont qui le traverse.

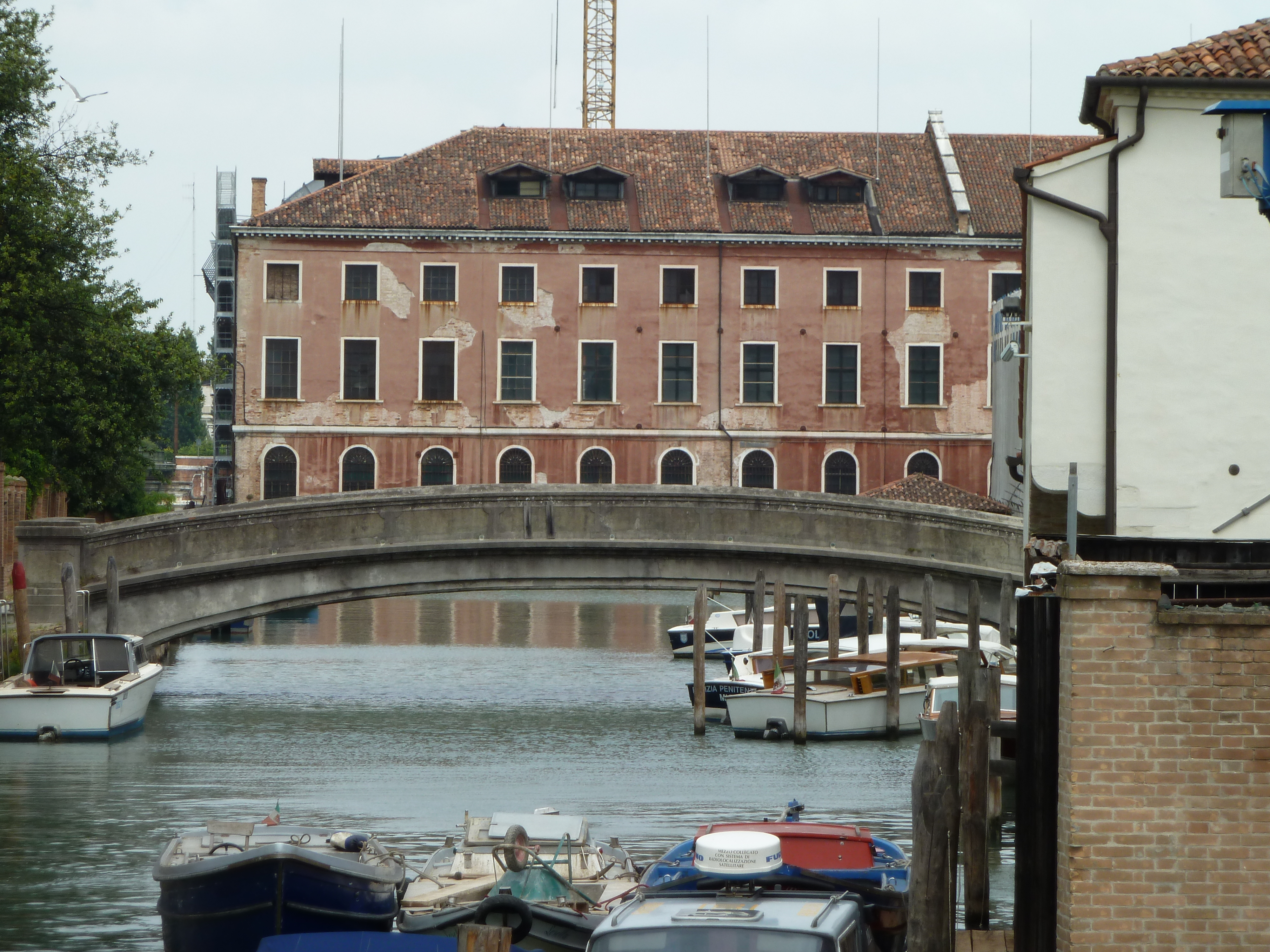
ponte del Campo Santa Maria Maggiore

Le rio di Santa Marta (canal de Sainte-Marthe), Bacino ou Canale di Santa Maria Maggiore est un canal de Venise faisant limite entre les sestieres de Santa Croce et de Dorsoduro. Sur certains plans dans le commerce, il est indiqué en tant que Rio di Santa Maria Maggiore.

## Description
Le rio di Santa Marta a une longueur d'environ 350 mètres. Il prolonge le rio de l'Arzere du confluent avec le rio di Santa Maria Maggiore jusqu'à la confluence avec le canal de Santa Chiara et le canal de la Scomenzera.

## Origine
Le nom provient des anciennes Église Santa Marta et Santa Maria Maggiore.

## Situation
Ce rio longe :
- le campo Santa Maria Maggiore.

## Ponts
Ce rio est traversé par le ponte del Campo Santa Maria Maggiore reliant le pénitentiaire aux voies carrossables.